# 24: The Game
24: The Game è un videogioco sparatutto in terza persona basato sulla serie televisiva della FOX 24. Il videogioco è stato sviluppato dalla Cambridge, sussidiaria della Sony Computer Entertainment, ed è stato pubblicato dalla 2K Games per PlayStation 2. Il videogioco è stato annunciato il 30 marzo 2005 e pubblicato in America del Nord il 27 febbraio 2006. Il giocatore controlla molti dei personaggi della serie in differenti situazioni. Le missioni del videogioco includono sparatutto in terza persona, guida e puzzle. La colonna sonora del videogioco è stata composta da Sean Callery, mentre la sceneggiatura è stata realizzata da Duppy Demetrius insieme al team realizzativo della serie.
Gli eventi contenuti nel gioco sono ambientati fra la seconda e la terza stagione della serie. Ambientata a Los Angeles, la storia si svolge in tre principali linee narrative che si sovrappongono con la storia di un personaggio facente parte del passato di Jack Bauer di nome Peter Madsen. 24: The Game è stato candidato ai BAFTA per la sua sceneggiatura.